# 양치기 소년

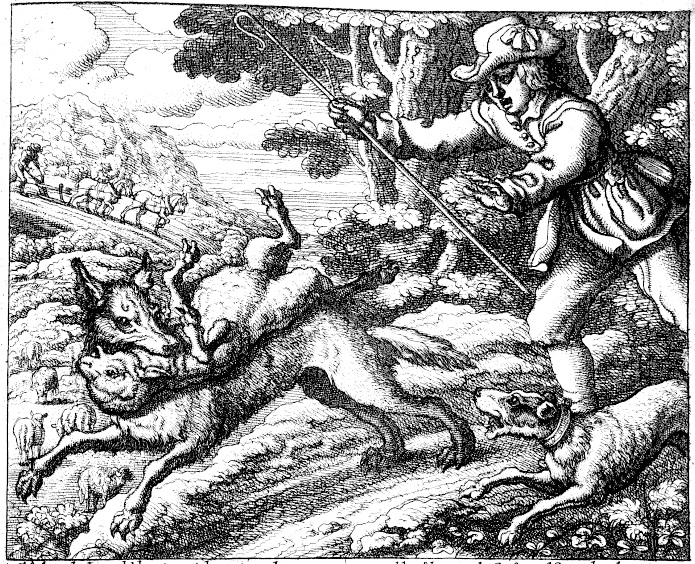
프랜시스 발로의 1687년 삽화

《양치기 소년》은 이솝 우화 중 하나로서 페리 인덱스 210번이다. 원제는 《'장난삼아 골탕먹이기를 좋아하던 양치기'》 다.

## 줄거리
양을 치는 소년이 심심풀이로 "늑대가 나타났다!"라고 거짓말을 하고 소란을 일으킨다. 그 동네의 어른들은 소년의 거짓말에 속아 무기를 가져오지만, 헛수고로 끝난다. 양치기 소년은 이런 거짓말을 여러 번 반복한다. 결국 어느 날에 정말 늑대가 나타나서 양치기 소년은 소식을 알렸지만 어른들은 더 이상 양치기 소년의 말을 믿지 않았고, 아무도 도우러 가지 않았다. 결국 양치기 소년의 모든 양이 늑대에 의해 잡아먹힌다.

## 교훈
사람은 여러번 거짓말을 계속하면, 나중에 진실을 말해도 타인이 믿을 수 없게 된다. 평소에 정직하게 생활하면 필요할 때 타인으로부터 신뢰와 도움을 얻을 수 있다.

## 같이 보기
- 장난전화